# Ministerie van Binnenlandse Zaken
Een ministerie van Binnenlandse Zaken is een ministerie bevoegd voor zaken die het eigen land betreffen en die niet onder een van de overige ministeries vallen. Traditioneel is het ministerie van Binnenlandse Zaken vaak verantwoordelijk voor de veiligheid, de immigratie en het vreemdelingenbeleid. Het ministerie staat onder het gezag van de minister van Binnenlandse Zaken.
- In de Vlaamse en de Waalse regionale regeringen heten de bewindslieden minister van Binnenlandse Aangelegenheden.
- In Nederland is het binnenlands bestuur de belangrijkste taak van het ministerie.[1]

| Land                | Ministerie                                               | Minister |
| ------------------- | -------------------------------------------------------- | --- |
| België              | Federale Overheidsdienst Binnenlandse Zaken              | lijst van federale ministers Binnenlandse Aangelegenheden: lijst van Vlaamse ministers en lijst van Waalse ministers |
| Nederland           | Ministerie van Binnenlandse Zaken en Koninkrijksrelaties | lijst van Nederlandse ministers lijst van Nederlandse staatssecretarissen                                            |
| Estland             | Ministerie van Binnenlandse Zaken                        | |
| Frankrijk           |                                                          | lijst van Franse ministers                                                                                           |
| Letland             | Ministerie van Binnenlandse Zaken                        | |
| Polen               | Ministerie van Binnenlandse Zaken                        | |
| Suriname            | Ministerie van Binnenlandse Zaken                        | Lijst van Surinaamse ministers                                                                                       |
| Tsjechië            | Ministerie van Binnenlandse Zaken                        | Lijst van Tsjechische ministers                                                                                      |
| Verenigd Koninkrijk | Home Secretary                                           | |
| Verenigde Staten    | United States Department of the Interior                 | |
| Zwitserland         | Departement van Binnenlandse Zaken                       | |